# Gäddtjärnarna (Vilhelmina socken, Lappland, 721953-150575)
Gäddtjärnarna är en sjö i Vilhelmina kommun i Lappland och ingår i Ångermanälvens huvudavrinningsområde. Sjön har en area på 0,072 kvadratkilometer och ligger 540,7 meter över havet. Gäddtjärnarna ligger i Marsfjället Natura 2000-område.

## Delavrinningsområde
Gäddtjärnarna ingår i det delavrinningsområde (722001-150556) som SMHI kallar för Ovan 722088-150850. Medelhöjden är 549 meter över havet och ytan är 5,85 kvadratkilometer. Det finns inga avrinningsområden uppströms utan avrinningsområdet är högsta punkten. Vattendraget som avvattnar avrinningsområdet har biflödesordning 5, vilket innebär att vattnet flödar genom totalt 5 vattendrag innan det når havet efter 383 kilometer. Avrinningsområdet består mestadels av skog (86 procent) och sankmarker (13 procent). Avrinningsområdet har 0,12 kvadratkilometer vattenytor vilket ger det en sjöprocent på 2 procent.